# Heavy Metal Lover
«Heavy Metal Lover» (рус. «Любитель Хэви-Метал») — песня американской исполнительницы и автора Lady Gaga из её второго студийного альбома Born This Way.
Авторами композиции стали Леди Гага и Фернандо Гэрибей. Она посвящена одному из парней Гаги. 14 февраля 2012 года на песню вышел ремикс от DJ Clinton Sparks. Инструментальные части песни были использованы в 41-44 эпизодах Transmission Gagavision. Песня получила положительные отзывы от критиков.

## О песне
В интервью радио CKOI 96.9 Гага раскрыла название песни. 12 апреля 2011 года во время The Monster Ball Tour Гага раскрыла часть лирики композиции. В песне есть ссылки на песню «Born This Way».
Голос Гаги в песне охватывает от Eb3 до C♯5.
«Heavy Metal Lover» был положительно воспринят критиками, благодаря качественному звучанию и электронному голосу Гаги. Многие критики посчитали, что Гаге следовало выпустить именно «Heavy Metal Lover» вторым синглом из альбома Born This Way, а не «Judas».
Гага исполнила «Heavy Metal Lover» 31 декабря 2011 года на New Year’s Rockin' Eve with Ryan Seacrest. Также Гага исполняет песню на The Born This Way Ball Tour, во время выступления Гага соединена с мотоциклом (что напоминает собой фотографию обложки альбома Born This Way) и проезжает вокруг «Monster Pit» (Ямы Монстров).

## Участники записи
- Lady Gaga — вокал, автор и продюсер
- Fernando Garibay — автор, продюсер

## Чарты
| Чарт (2012)                          | Высшая Позиция |
| ------------------------------------ | -------------- |
| Belgium (Ultratop 50 Flanders)       | 21             |
| South Korea Gaon International Chart | 127            |